# Hydrelia rhodoptera
Hydrelia rhodoptera là một loài bướm đêm trong họ Geometridae.